# Mister Global 2015
Mister Global 2015 foi a 2ª edição do concurso de beleza masculino denominado Mister Global, que visa eleger o mais belo e mais capacitado candidato para levar a sua mensagem como cidadão cultural para diversos países ao redor do globo. Esta edição do certame contou com a participação de vinte e um (21 países com seus respetivos aspirantes ao título. O vencedor foi o modelo vietnamita Nguyễn Văn Sơn, coroado pelo candidato vitorioso do ano anterior.

## Resultados

### Colocações
| Posição                 | País e Candidato |
| ----------------------- | --- |
| Vencedor                | Vietnã - Nguyễn Văn Sơn |
| 2º. Lugar               | Venezuela - Yuber Jiménez |
| 3º. Lugar               | Tailândia - Apiwit Kunadireck |
| 4º. Lugar               | Brasil - Diogo Bernardes |
| 5º. Lugar               | França - Bryan Weber |
| Finalistas              | Porto Rico - José López República Checa - Jakub Šmiřák Sri Lanca - Madura Peiris                                                                                      |
| (TOP 15) Semifinalistas | Chile - Cristóbal Álvarez Filipinas - Joseph Doruelo Indonésia - Fajar Alamsyah Líbano - Mohammad Akl Malásia - Tuan Mohd Faiz Mianmar - Min Lu Lu Peru - Bruno Yáñez |

### Prêmios Especiais
Foram distribuídos os seguintes prêmios aos candidatos:
| Prêmio              | País e Candidato               |
| ------------------- | ------------------------------ |
| Mister Simpatia     | França - Bryan Weber           |
| Mister Fotogenia    | República Checa - Jakub Šmiřák |
| Mister Internet     | Vietnã - Nguyễn Văn Sơn        |
| Best Model          | Coreia do Sul - Yun Theho      |
| Mister Talento      | Indonésia - Fajar Alamsyah     |
| Mister Físico       | Porto Rico - José López        |
| Melhor Traje Típico | Tailândia - Apiwit Kunadireck  |

### Ordem dos Anúncios
| 1. Brasil 2. Chile 3. França 4. Líbano 5. Peru 6. Filipinas 7. Indonésia 8. Tailândia 9. Venezuela 10. Malásia 11. Sri Lanca 12. Porto Rico 13. Mianmar 14. República Checa 15. Vietnã | 1. Brasil 2. França 3. Tailândia 4. Venezuela 5. Vietnã 6. Sri Lanca 7. Porto Rico 8. República Checa | 1. Brasil 2. França 3. Tailândia 4. Venezuela 5. Vietnã |  |

## Candidatos
Competiram este ano pelo título:
| - Austrália - Get Pavlic - Brasil - Diogo Bernardes - Camboja - Chun VirakKosal - Chile - Cristóbal Álvarez - Coreia do Sul - Yun Theho - Filipinas - Joseph Doruelo - França - Bryan Weber | - Índia - Sandeep Sehrawat - Indonésia - Fajar Alamsyah - Letônia - Guntars Logins - Líbano - Mohammad Akl - Malásia - Tuan Mohd Faiz - Mianmar - Min Lu Lu - Peru - Bruno Yáñez | - Porto Rico - José López - República Checa - Jakub Šmiřák - Singapura - Ice Asher Chew - Sri Lanca - Madura Peiris - Tailândia - Apiwit Kunadireck - Venezuela - Yuber Jiménez - Vietnã - Nguyễn Văn Sơn |

## Histórico

### Desistências
- Azerbaijão - Elchin Osmanov
- Bahamas - Davin Johnson
- Espanha - António Rey
- Japão - Hayato Terashima
- México - Gustavo Carreón
- Panamá - Hector Elias

### Estatísticas
Candidatos por continente:
- Ásia: 12. (Cerca de 55% do total de candidatos)
- Américas: 5. (Cerca de 25% do total de candidatos)
- Europa: 3. (Cerca de 15% do total de candidatos)
- Oceania: 1. (Cerca de 5% do total de candidatos)
- África: 0.

## Crossovers
Candidatos em outros concursos:
| Mister Internacional - 2015: França - Bryan Weber - (Representando a França em Manila, nas Filipinas) Manhunt Internacional - 2012: Sri Lanca - Madura Peiris - (Representando Sri Lanca em Bancoque, na Tailândia) Mister Supranational - 2016: França - Bryan Weber (Top 20) - (Representando a França em Krynica-Zdrój, na Polônia) | Men Universe Model - 2014: Porto Rico - José López (7º. Lugar) - (Representando o Porto Rico em Punta Cana, na R. Dominicana) Mr Real Universe - 2015: Chile - Cristóbal Álvarez (Vencedor) - (Representando o Chile em Guaiaquil, no Equador) |